# Tierärztliche Praxis Kleintiere
Die Tierärztliche Praxis Kleintiere – kurz: Tierärztliche Praxis (K) – ist eine tiermedizinische Fachzeitschrift. Sie ist – mit ihrer Schwesterzeitschrift Tierärztliche Praxis Großtiere für Groß- und Nutztiere – offizielles Organ folgender Fachgruppen der Deutschen Veterinärmedizinischen Gesellschaft:
- Innere Medizin und klinische Labordiagnostik
- Krankheiten der kleinen Wiederkäuer
- Geflügel
- Pathologie
- Schweinekrankheiten

Ferner ist sie offizielles Organ der deutschsprachigen Gruppe der European Association of Avian Veterinarians.
In der Zeitschrift erscheinen Artikel in deutscher und englischer Sprache. In jedem Heft befindet sich ein ATF-anerkannter Fortbildungsartikel. Die Druckauflage beträgt 2693, die verbreitete Auflage 2001 Exemplare. Der Impact-Faktor beträgt 0,368.